# Clumanc
Clumanc [klymɑ̃k] est une commune française, située dans le département des Alpes-de-Haute-Provence en région Provence-Alpes-Côte d'Azur.
Le nom de ses habitants est Clumancais.

## Géographie

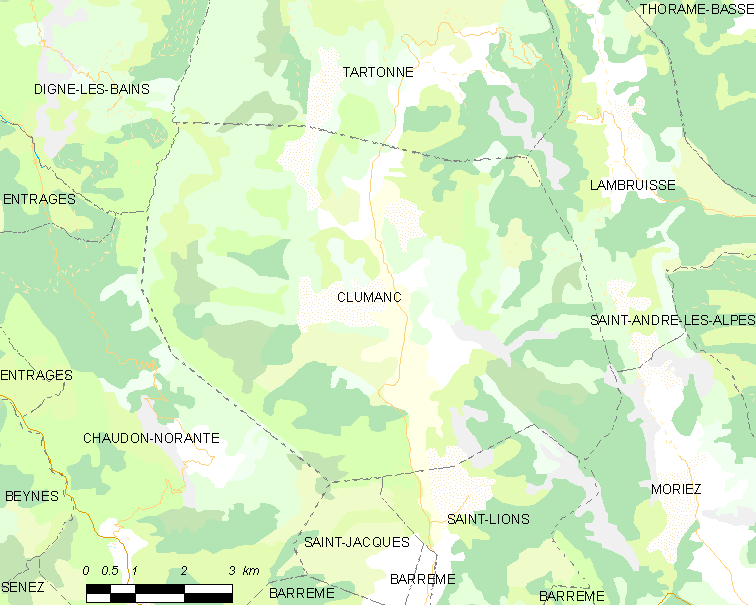
Clumanc et les communes voisines (Cliquez sur la carte pour accéder à une grande carte avec la légende).

Les communes limitrophes de Clumanc sont Tartonne, Lambruisse, Moriez, Saint-Lions, Saint-Jacques, Chaudon-Norante et Digne-les-Bains.
Comme sa voisine Tartonne, Clumanc présente un habitat dispersé avec un assemblage de hameaux dans la vallée de l’Asse de Clumanc.
Il n’y a pas de village-centre ni aucune localité précise portant le nom de la commune.
La mairie et l'école sont établis au pied de la colline où se trouve le château appartenant a deux propriétaires différents en bordure de la D 19.

### Hameaux
La commune compte 24 hameaux :
- Fourchauchier
- Bourgogne
- les Bourillons
- les Nèbles
- Douroulles
- le Gion
- le Riou
- les Sauzeries (Hautes et Basses)
- Toueste
- Valaury
- Laubre
- les Roux
- les Vachiers
- les Souliers
- la Lèche
- la Poste
- la Tour
- le Château
- la Ville
- les Blancs
- les Pauls
- Seisset
- Chambaresc
- Saint-Honorat

### Géologie et relief

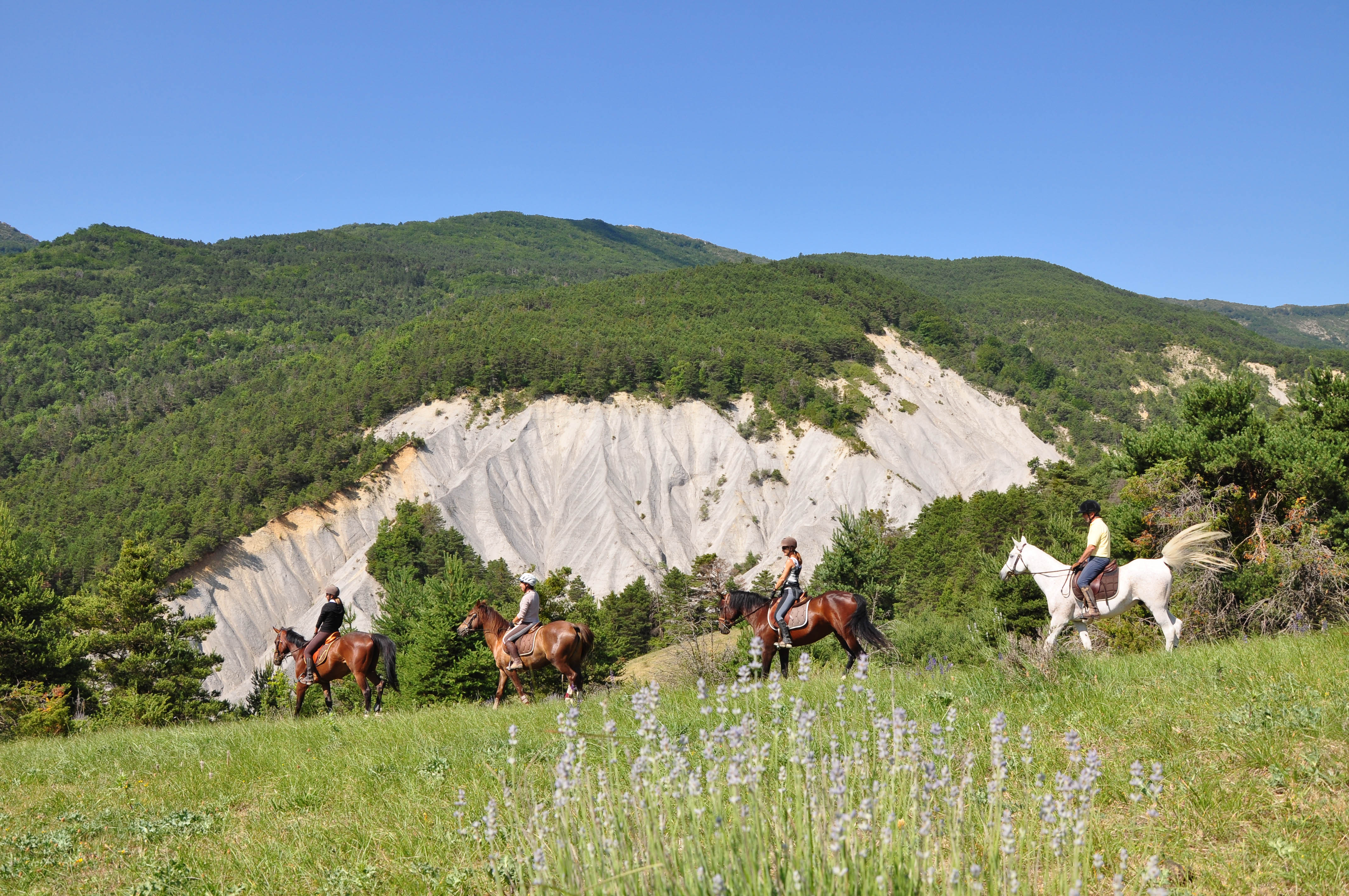
Marnes à Clumanc.
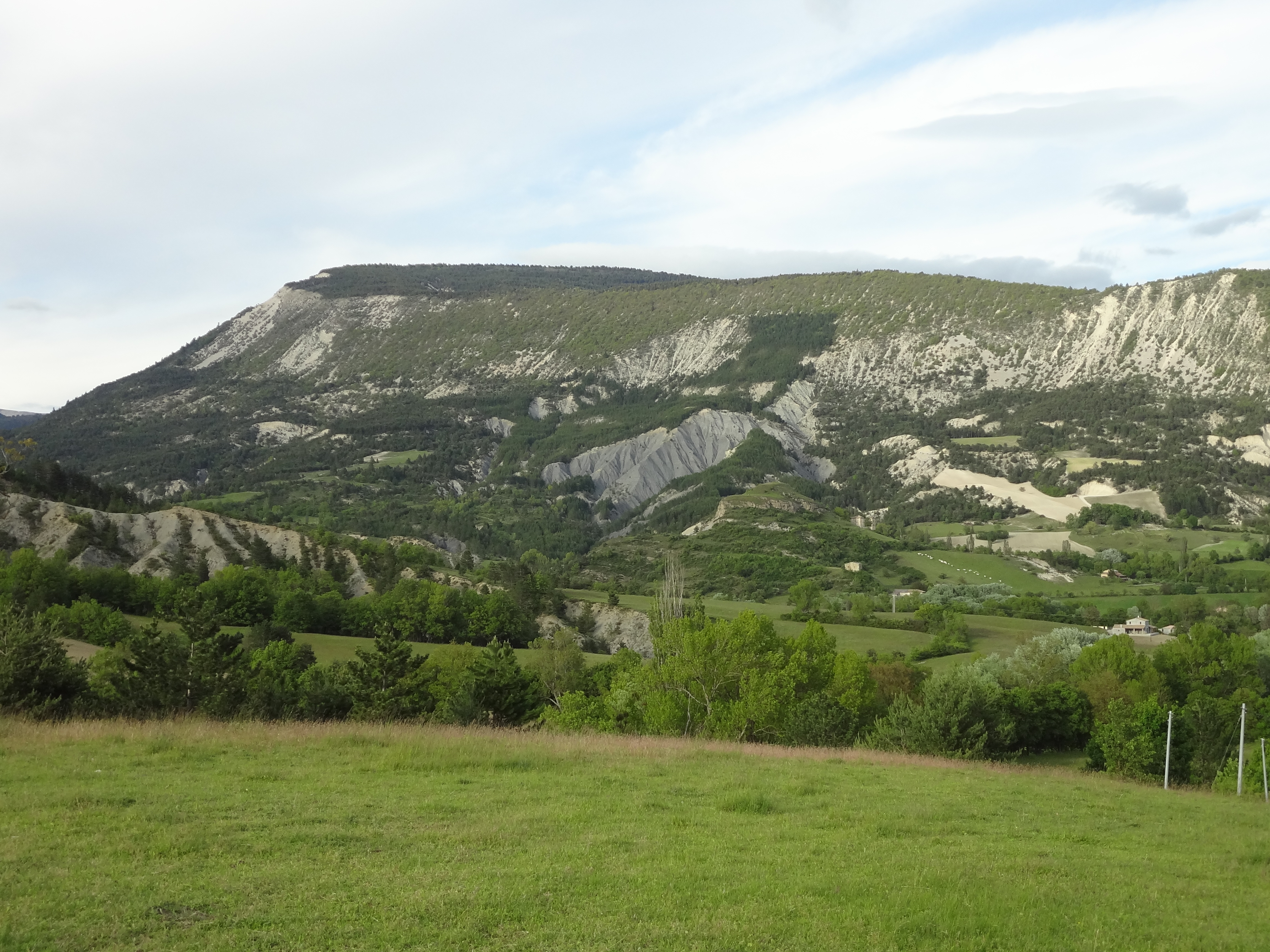
Montagne de la Sapée.
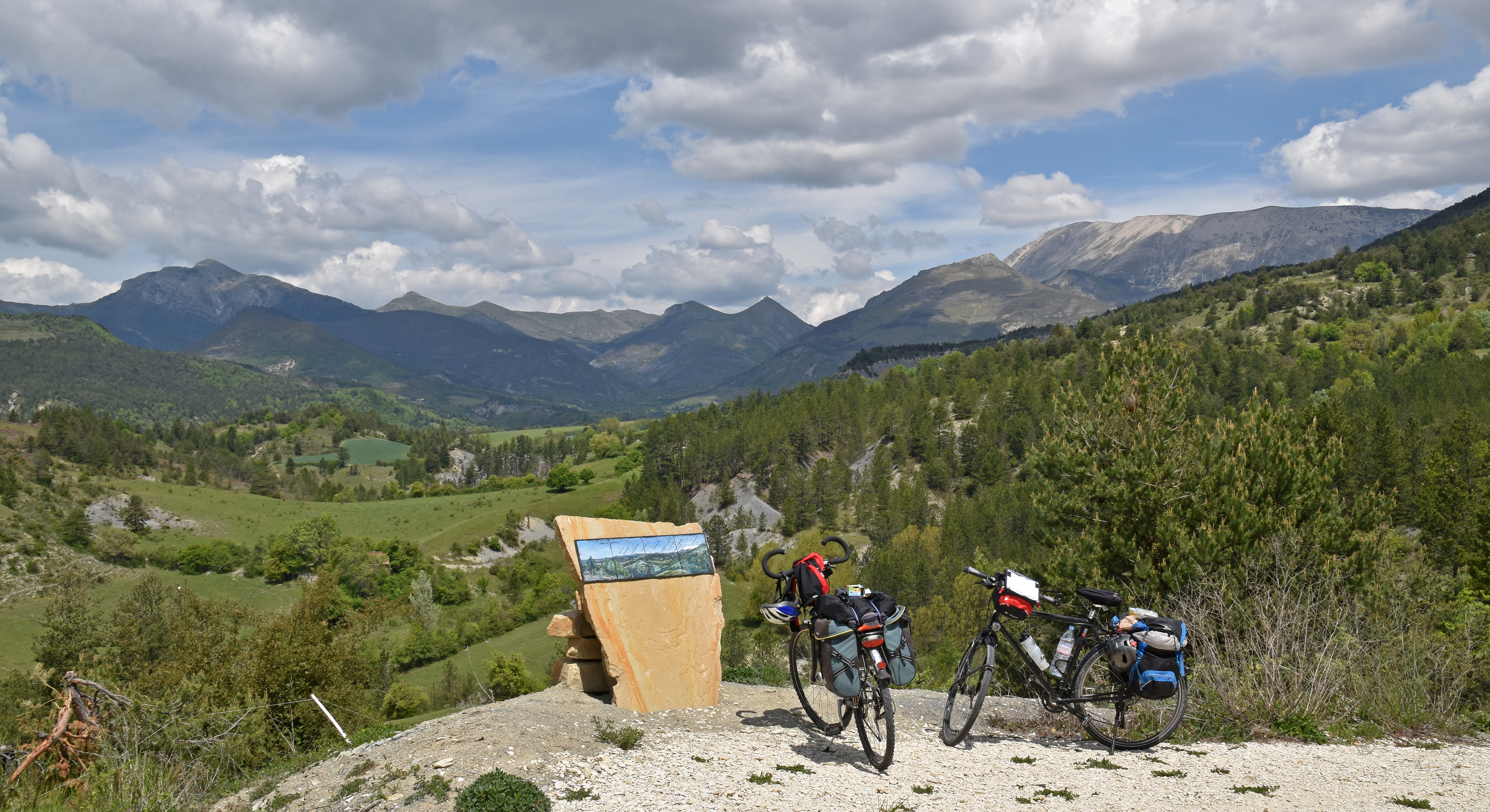
Paysage vers Clumanc.

Le point culminant est le sommet de la Sapée à 1 701 m d'altitude.
La commune est située dans le périmètre de protection de la réserve naturelle géologique de Haute-Provence.

### Hydrographie et eaux souterraines
Cours d'eau sur la commune ou à son aval :
- La commune est traversée par la rivière l'Asse de Clumanc, une rivière torrentielle, qui se réunit à l'Asse de Moriez et à l'Asse de Blieux sur la commune de Barrême.
- Ravins des Sauzeries, du Riou, de Gion, Saint-Martin.

### Environnement
La commune compte 1 124 ha de bois et forêts, soit 20 % de sa superficie.
La commune est couverte par des zones naturelles d'intérêt écologique, faunistique et floristique (ZNIEFF) de type I et II et une ZNIEFF géologique.

### Climat
Pour des articles plus généraux, voir Climat de Provence-Alpes-Côte d'Azur et Climat des Alpes-de-Haute-Provence.
En 2010, le climat de la commune est de type climat méditerranéen altéré, selon une étude du Centre national de la recherche scientifique s'appuyant sur une série de données couvrant la période 1971-2000. En 2020, Météo-France publie une typologie des climats de la France métropolitaine dans laquelle la commune est exposée à un climat de montagne ou de marges de montagne et est dans la région climatique Alpes du sud, caractérisée par une pluviométrie annuelle de 850 à 1 000 mm, minimale en été.
Pour la période 1971-2000, la température annuelle moyenne est de 10,6 °C, avec une amplitude thermique annuelle de 17,3 °C. Le cumul annuel moyen de précipitations est de 916 mm, avec 6,7 jours de précipitations en janvier et 5,2 jours en juillet. Pour la période 1991-2020, la température moyenne annuelle observée sur la station météorologique de Météo-France la plus proche, « La Mure-Argens », sur la commune de La Mure-Argens à 12 km à vol d'oiseau, est de 9,8 °C et le cumul annuel moyen de précipitations est de 891,5 mm. 
La température maximale relevée sur cette station est de 37,3 °C, atteinte le 28 juin 2019 ; la température minimale est de −21,9 °C, atteinte le 7 février 2012,,.
Les paramètres climatiques de la commune ont été estimés pour le milieu du siècle (2041-2070) selon différents scénarios d'émission de gaz à effet de serre à partir des nouvelles projections climatiques de référence DRIAS-2020. Ils sont consultables sur un site dédié publié par Météo-France en novembre 2022.

### Voies de communications et transports

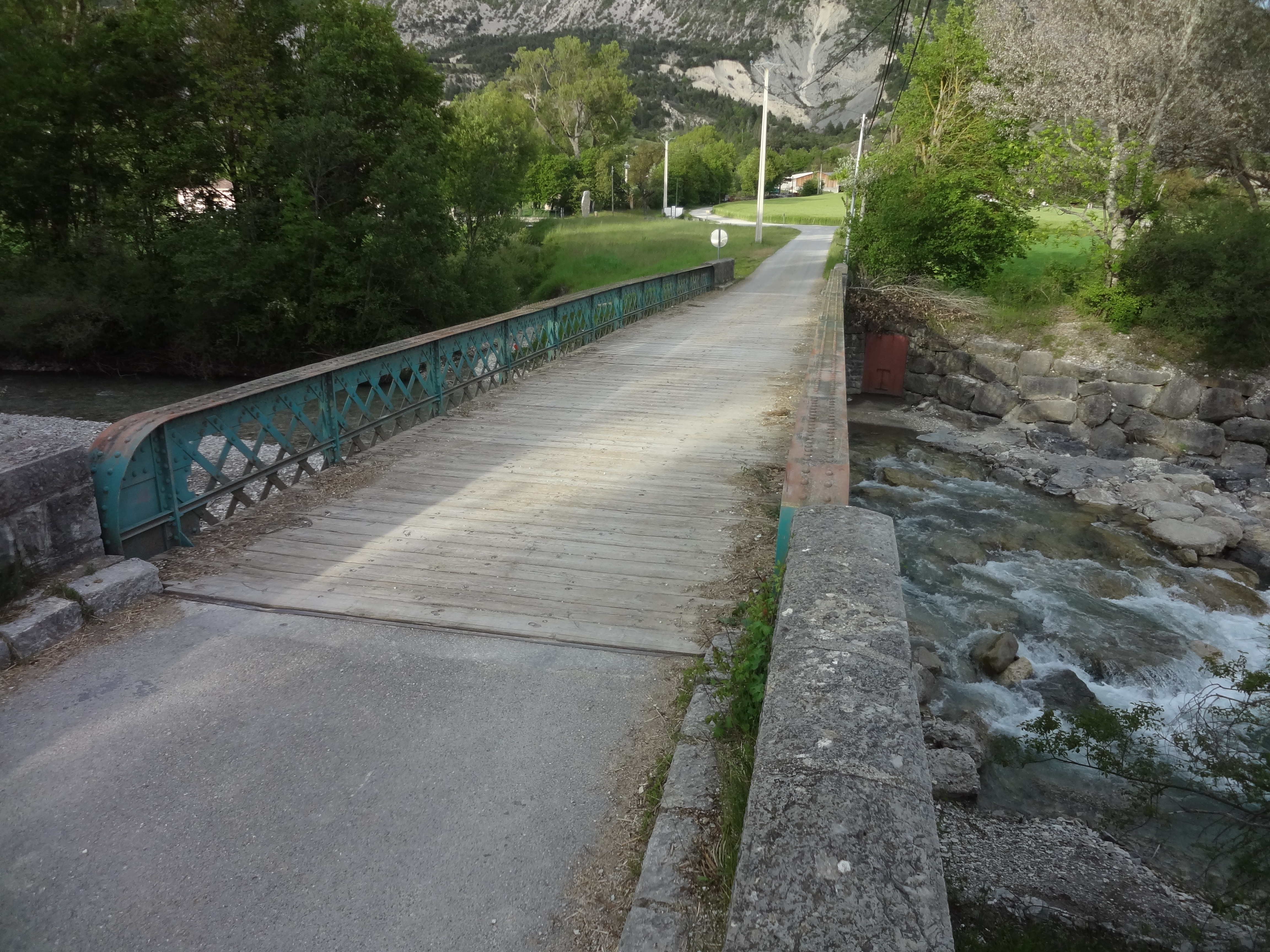
Vieux pont métallique à platelage en bois sur l’Asse de Clumanc.

### Risques majeurs
Aucune des 200 communes du département n'est en zone de risque sismique nul. Le canton de Barrême auquel appartient Clumanc est en zone 1b (risque faible) selon la classification déterministe de 1991, basée sur les séismes historiques, et en zone 4 (risque moyen) selon la classification probabiliste EC8 de 2011. La commune de Clumanc est également exposée à trois autres risques naturels :
- feu de forêt ;
- inondation (dans la vallée de l’Asse) ;
- mouvement de terrain : les versants inférieurs de la commune sont concernés par un aléa moyen à fort[13].

La commune de Clumanc n’est exposée à aucun des risques d’origine technologique recensés par la préfecture. Aucun plan de prévention des risques naturels prévisibles (PPR) n’existe pour la commune, mais le Dicrim existe depuis 2011.
La commune a été l’objet de plusieurs arrêtés de catastrophe naturelle en 1994 pour des inondations et des coulées de boue. Les tremblements de terre ressentis de la manière la plus sensible dans la commune sont ceux :
- du 31 octobre 1997, avec une intensité macro-sismique de III et demi sur l’échelle MSK et Prads-Haute-Bléone pour épicentre[17] ;
- et celui du 8 février 1974, avec une intensité de V et Thorame pour épicentre[18].

### Toponymie
Le nom de la localité apparaît sous la forme in valle Clumanci vers 1046-1066. Il est probablement formé sur une racine oronymique (désignant une montagne) *Kl- (?) et se termine par le suffixe ligure -anc. Ce toponyme est probablement antérieur aux Gaulois.

## Histoire

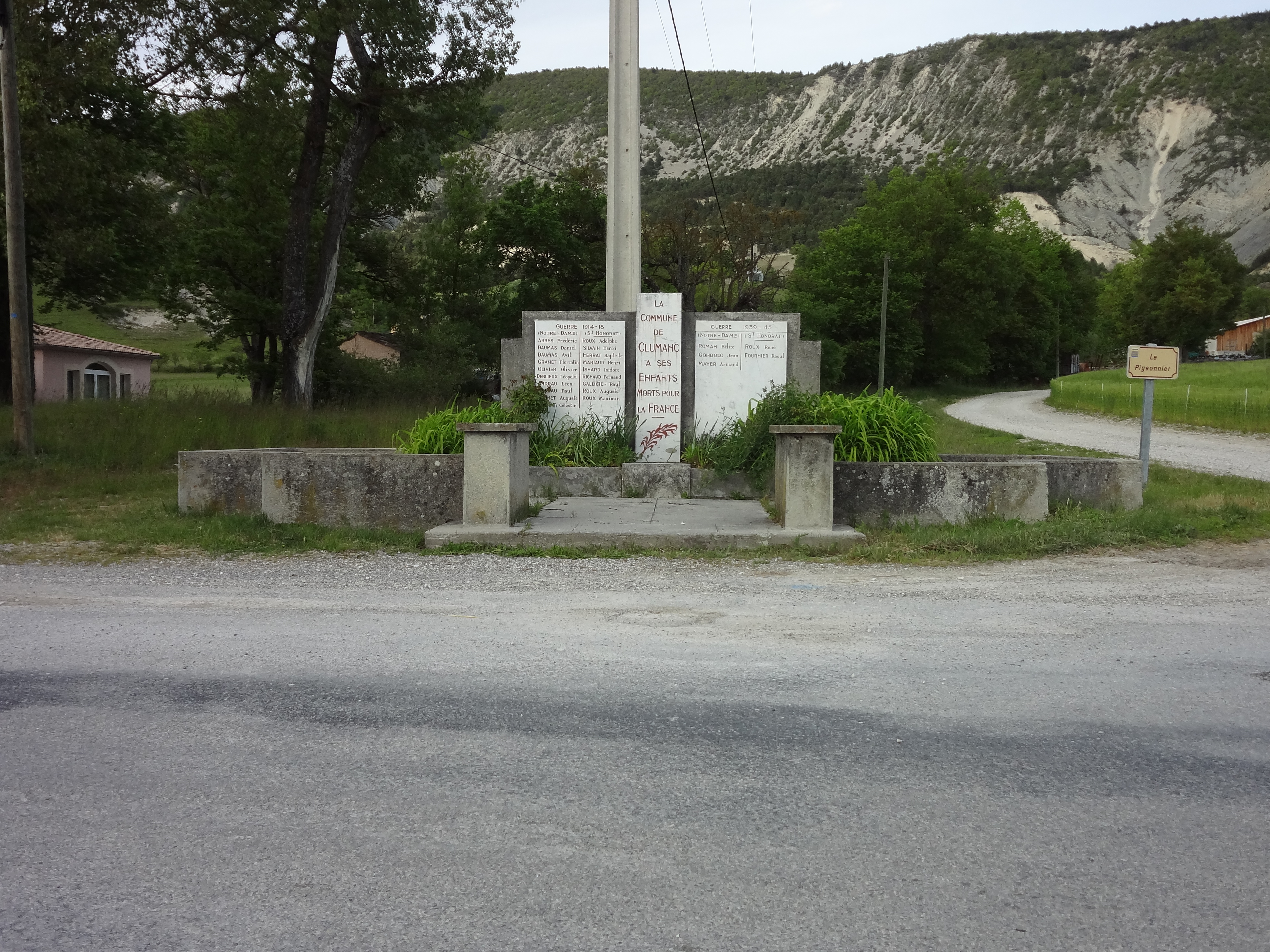
Monument aux morts, au centre de la commune.

Auguste fait la conquête de la vallée des Asses en même temps que celle des Alpes, qu’il achève en 14 av. J.-C. Il est difficile de connaître le nom du peuple gaulois qui peuplait la vallée, et le nom de la civitas dont Clumanc dépendait au Haut-Empire : Eturamina (Thorame) ou Sanitensium (Senez). À la fin de l’Empire romain, le rattachement à celle de Sanitensium, et à son diocèse, sont avérés, avec la disparition de l’évêché de Thorame.

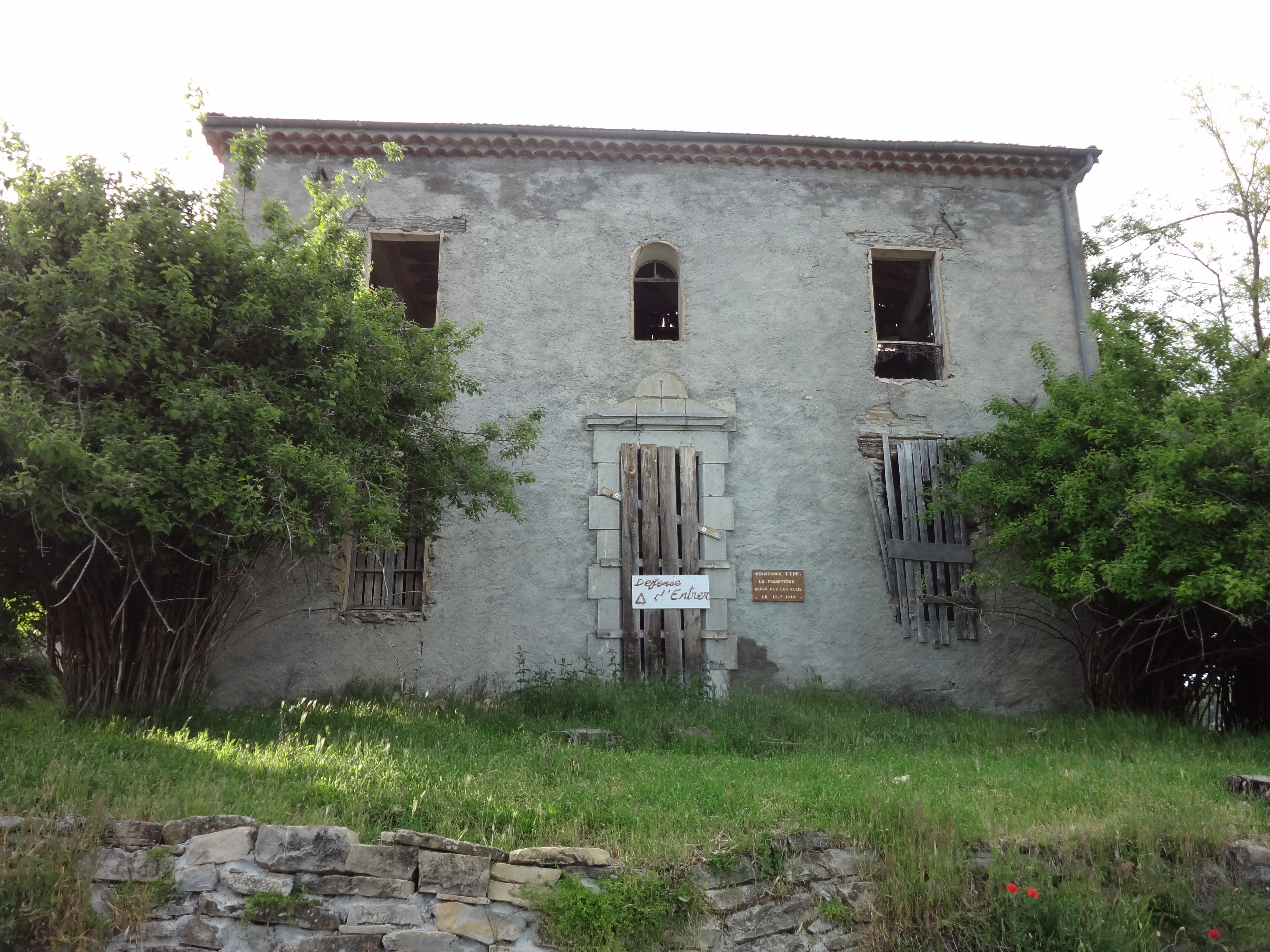
Presbytère du prieuré Saint-Honorat, incendié par la Wehrmacht en juillet 1944.

La localité apparaît pour la première fois dans les chartes en 1046, les comtes de Provence y possédaient une maison forte. Le prieuré de Saint-Honorat relevait de l’abbaye de Lérins, du milieu du XIe siècle à la Révolution. L’église Notre-Dame relevait elle de l’abbaye Saint-Victor de Marseille, ou de l’évêque de Digne. Ces églises étaient situées dans des petits castrum.
En 1342, les communautés de Clumanc, Labaud et Saint-Honorat sont rattachées à la viguerie de Castellane par le comte de Provence  avant de relever de celle de Barrême. Les communautés de Labaud (Labaudum au XIIIe siècle) et de Saint-Honorat, qui comptaient respectivement 24 et 49 feux en 1315, sont fortement dépeuplées par la crise du XIVe siècle (peste noire et guerre de Cent Ans) et annexées par celle de Clumanc au XVe siècle.
Durant une longue période, les seigneurs de Clumanc étaient les membres de la famille de Perier.
Durant la Révolution, la société patriotique de la commune y est créée précocement, pendant l’été 1792.
La Révolution et l’Empire apportent nombre d’améliorations, dont une imposition foncière égale pour tous, et proportionnelle à la valeur des biens de chacun. Afin de la mettre en place sur des bases précises, la levée d’un cadastre est décidée. La loi de finances du 15 septembre 1807 précise ses modalités, mais sa réalisation est longue à mettre en œuvre, les fonctionnaires du cadastre traitant les communes par groupes géographiques successifs. Ce n’est qu’en 1837 que le cadastre dit napoléonien de Clumanc est achevé.
Comme de nombreuses communes du département, Clumanc se dote d’écoles bien avant les lois Jules Ferry : en 1863, elle en possède trois, dont une aux Sauzeries Basses, qui dispensent une instruction primaire aux garçons. Aucune instruction n’est donnée aux filles : la loi Falloux (1851), qui impose pourtant l’ouverture d’une école de filles aux communes de plus de 800 habitants, n’est pas appliquée. Quand la première loi Duruy (1867) abaisse ce seuil à 500 habitants, la commune ouvre enfin une école de filles. La commune profite de la deuxième loi Duruy (1877) pour construire une école neuve.

### Héraldique

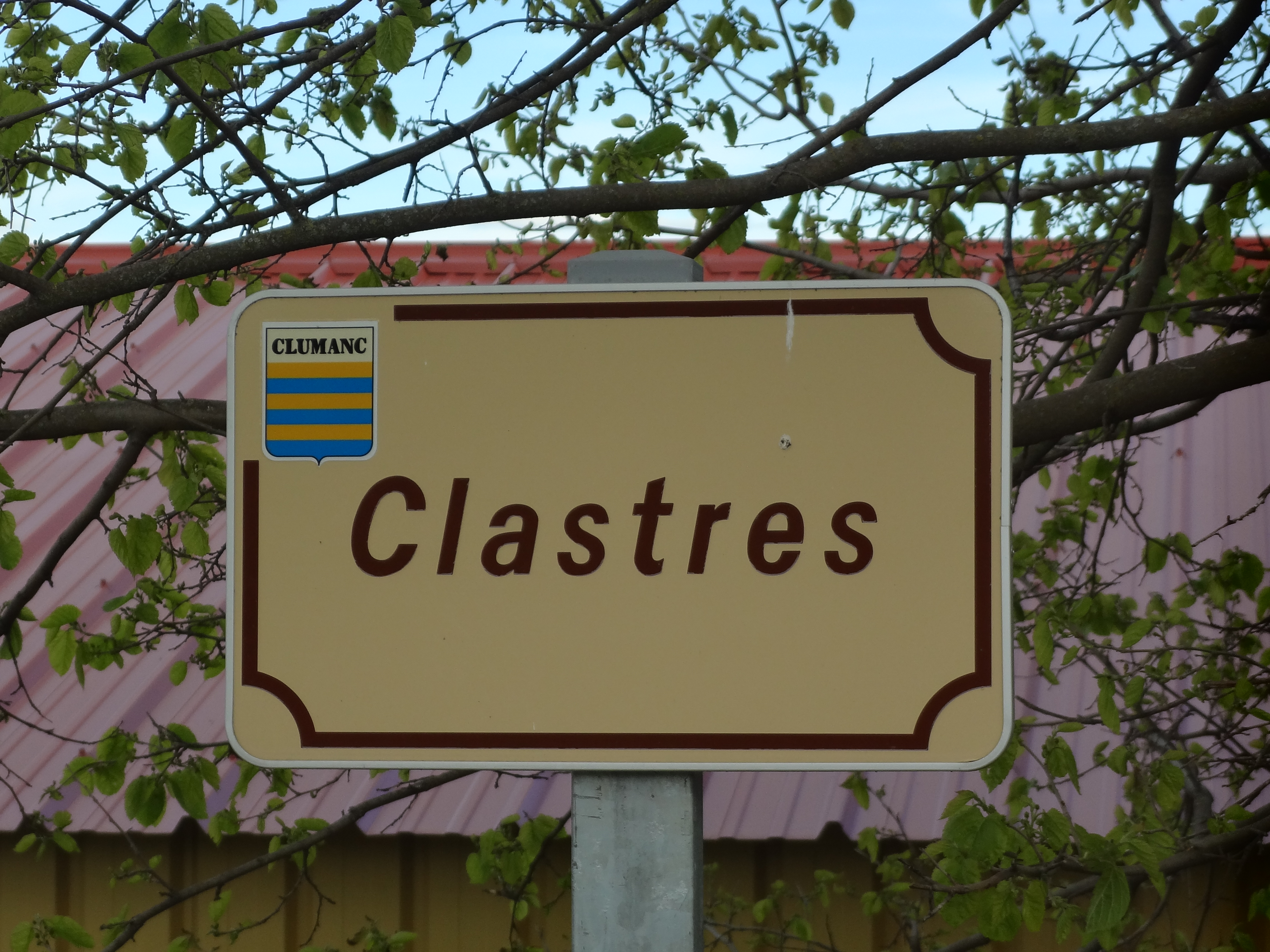
La commune utilise ses armoiries sur la signalisation de voirie.

| Blason de Clumanc | Blasonnement : Fascé d'or et d'azur de six pièces, et un chef d'argent, chargé du mot CLUMANC de sable,. |

## Politique et administration

### Municipalité
| Période                                  | Période                     | Identité                       | Étiquette | Qualité            |
| ---------------------------------------- | --------------------------- | ------------------------------ | --------- | ------------------ |
| Les données manquantes sont à compléter. |                             |                                |           |                    |
|                                          |                             |                                |           |                    |
| 1791                                     |                             | Jean-Louis Bourrillon          |           |                    |
| ?                                        | 1815                        | Bienvenu Bourrillon            |           |                    |
| 1815                                     | 1815                        | Casimir Roux                   |           |                    |
| 1815                                     | 1821                        | Charles Astoin                 |           |                    |
| 1821                                     | 1834                        | Hilarion Gros                  |           |                    |
| 1834                                     | 1849                        | Bienvenu Bourrillon            |           |                    |
| 1849                                     | 1852                        | Augustin Pierre Casimir Ferrat |           |                    |
| 1852                                     | 1854                        | Auguste Pascal                 |           |                    |
| 1854                                     | 1854                        | Bienvenu Bourrillon            |           |                    |
| 1855                                     | 1856                        | Lucien Pascal                  |           |                    |
| 1856                                     | 1870                        | Jean André Bourrillon          |           |                    |
| 1871                                     | 1872                        | Pierre Chaillan                |           |                    |
| 1873                                     | 1876                        | Maurice Honorat                |           |                    |
| 1876                                     | 1878                        | Jean André                     |           |                    |
| 1878                                     | 1884                        | Eugène Laurens                 |           |                    |
| 1884                                     | 1888                        | Gratien Paul                   |           |                    |
| 1888                                     | 1892                        | Gustave Roux                   |           |                    |
| 1892                                     | 1896                        | Paul Chaspoul                  |           |                    |
| 1896                                     | 1900                        | Joseph Galicien                |           |                    |
| 1900                                     | 1900                        | Jules Chaspoul                 |           |                    |
| 1900                                     | ?                           | Baptistin Audemard             |           |                    |
|                                          |                             |                                |           |                    |
| mai 1945                                 |                             | Jean Girard                    |           |                    |
|                                          |                             |                                |           |                    |
| 1995                                     | 2014                        | Bernard Molling,               | DVG       | Conseiller général |
| 2014                                     | En cours (au 17 avril 2014) | Thierry Viale                  | DVG       | Employé            |

### Budget et fiscalité 2016
En 2016, le budget de la commune était constitué ainsi :
- total des produits de fonctionnement : 220 000 €, soit 1 140 € par habitant ;
- total des charges de fonctionnement : 202 000 €, soit 1 046 € par habitant ;
- total des ressources d’investissement : 130 000 €, soit 673 € par habitant ;
- total des emplois d’investissement : 43 000 €, soit 224 € par habitant.
- endettement : 328 000 €, soit 1 698 € par habitant.

Avec les taux de fiscalité suivants :
- taxe d’habitation : 9,82 % ;
- taxe foncière sur les propriétés bâties : 7,14 % ;
- taxe foncière sur les propriétés non bâties : 17,52 % ;
- taxe additionnelle à la taxe foncière sur les propriétés non bâties : 58,73 % ;
- cotisation foncière des entreprises : 26,91 %.

Chiffres clés Revenus et pauvreté des ménages en 2014 : Médiane en 2014 du revenu disponible, par unité de consommation : 16 470 €.

### Intercommunalité
Clumanc a fait partie jusqu'en 2016 de la communauté de communes du Moyen Verdon. Depuis le 1er janvier 2017, elle est membre de la communauté de communes Alpes Provence Verdon - Sources de Lumière.

## Urbanisme

### Typologie
Au 1er janvier 2024, Clumanc est catégorisée commune rurale à habitat très dispersé, selon la nouvelle grille communale de densité à 7 niveaux définie par l'Insee en 2022.
Elle est située hors unité urbaine et hors attraction des villes,.

### Occupation des sol
L'occupation des sols de la commune, telle qu'elle ressort de la base de données européenne d’occupation biophysique des sols Corine Land Cover (CLC), est marquée par l'importance des forêts et milieux semi-naturels (83,6 % en 2018), en diminution par rapport à 1990 (87,3 %). La répartition détaillée en 2018 est la suivante : 
forêts (42,1 %), milieux à végétation arbustive et/ou herbacée (33,6 %), zones agricoles hétérogènes (8 %), espaces ouverts, sans ou avec peu de végétation (8 %), terres arables (6,1 %), prairies (2,3 %).
L'évolution de l’occupation des sols de la commune et de ses infrastructures peut être observée sur les différentes représentations cartographiques du territoire : la carte de Cassini (XVIIIe siècle), la carte d'état-major (1820-1866) et les cartes ou photos aériennes de l'IGN pour la période actuelle (1950 à aujourd'hui).

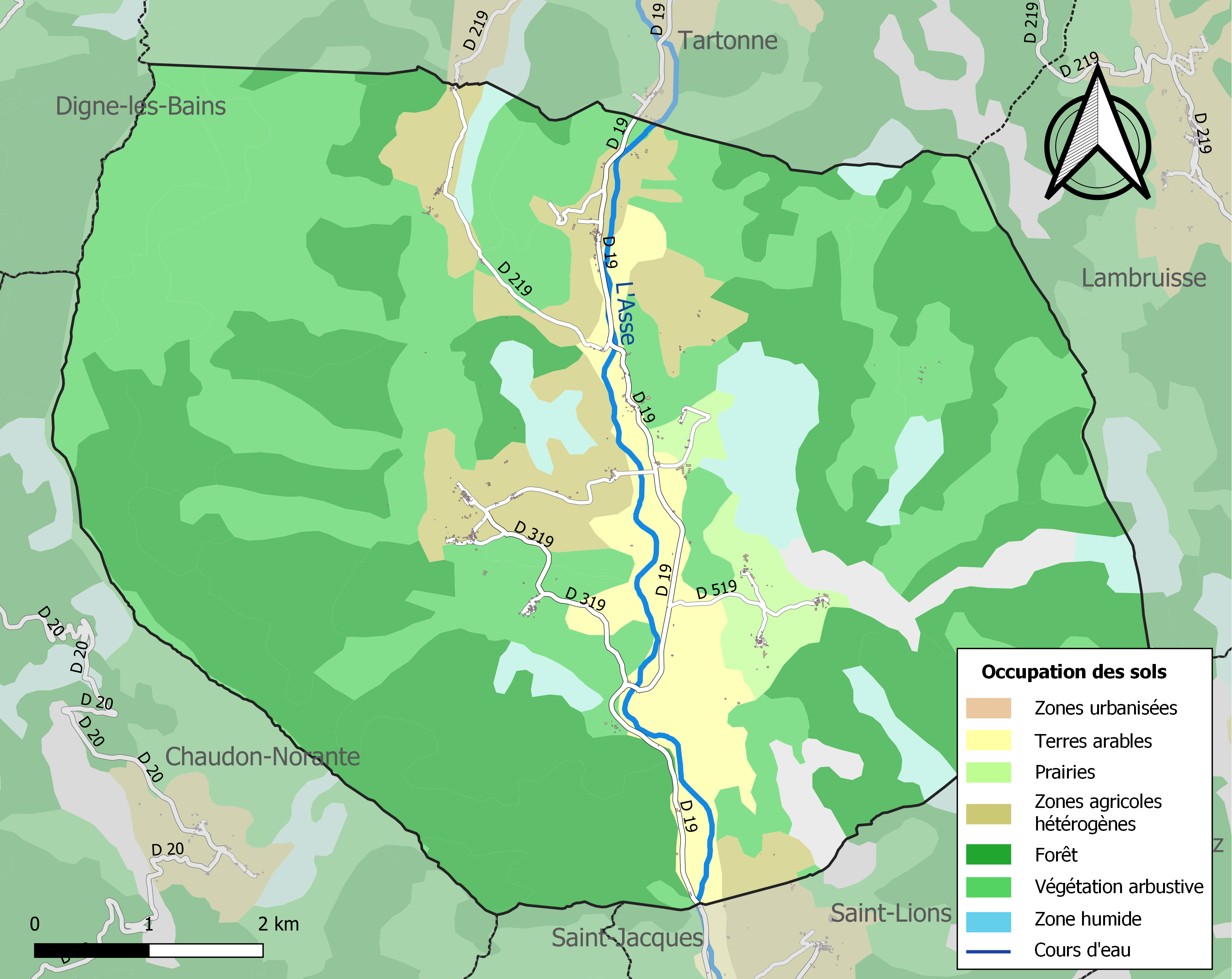
Carte de l'occupation des sols de la commune en 2018 (CLC).

## Population et société

### Démographie
En 2022, la commune de Clumanc comptait 221 habitants. À partir du XXIe siècle, les recensements réels des communes de moins de 10 000 habitants ont lieu tous les cinq ans (2006, 2011, 2016, etc. pour Clumanc). Les autres « recensements » sont des estimations.
| 1315    | 1471    | 1765 | 1793 | 1800 | 1806 | 1821 | 1831  | 1836  | 1841  |
| ------- | ------- | ---- | ---- | ---- | ---- | ---- | ----- | ----- | ----- |
| 78 feux | 44 feux | 793  | 823  | 808  | 753  | 940  | 1 013 | 1 052 | 1 043 |

| 1846  | 1851  | 1856  | 1861  | 1866 | 1872 | 1876 | 1881 | 1886 | 1891 |
| ----- | ----- | ----- | ----- | ---- | ---- | ---- | ---- | ---- | ---- |
| 1 115 | 1 090 | 1 040 | 1 039 | 919  | 842  | 859  | 772  | 755  | 710  |

| 1896 | 1901 | 1906 | 1911 | 1921 | 1926 | 1931 | 1936 | 1946 | 1954 |
| ---- | ---- | ---- | ---- | ---- | ---- | ---- | ---- | ---- | ---- |
| 611  | 560  | 506  | 501  | 418  | 341  | 315  | 276  | 250  | 247  |

| 1962 | 1968 | 1975 | 1982 | 1990 | 1999 | 2006 | 2011 | 2016 | 2022 |
| ---- | ---- | ---- | ---- | ---- | ---- | ---- | ---- | ---- | ---- |
| 199  | 177  | 135  | 137  | 156  | 154  | 172  | 188  | 211  | 221  |

L’histoire démographique de Clumanc, après la saignée des XIVe et XVe siècles et le long mouvement de croissance jusqu’au début du XIXe siècle, est marquée par une période d’« étale » où la population reste relativement stable à un niveau élevé. Cette période dure de 1831 à 1861. L’exode rural provoque ensuite un mouvement de recul démographique rapide, et de longue durée. Dès 1901, la commune a perdu plus de la moitié de sa population par rapport au maximum historique de 1846. Le mouvement de baisse se poursuit jusqu’à la fin des années 1970. Depuis, le mouvement s'est inversé, avec une croissance faible sur quarante ans.

### Enseignement
La commune est dotée d’une école primaire.

## Économie

### Aperçu général
En 2009, la population active s’élevait à 81 personnes, dont 7 chômeurs (12 fin 2011). Ces travailleurs sont majoritairement salariés (64 %) et travaillent majoritairement hors de la commune (60 %).

### Agriculture
Fin 2010, le secteur primaire (agriculture, sylviculture, pêche) comptait 29 établissements agricoles actifs au sens de l’Insee (exploitants non-professionnels inclus) et un emploi salarié.
Le nombre d’exploitations professionnelles, selon l’enquête Agreste du ministère de l’Agriculture, est de 13 en 2010. Il était de 18 en 2000, de 31 en 1988. Actuellement, ces exploitants sont essentiellement tournés vers l’élevage ovin et bovin, et le maraîchage. De 1988 à 2000, la surface agricole utile (SAU) a fortement baissé, de 1 796 ha à 492 ha. La SAU a continué sa chute lors de la dernière décennie, pour s’établir à 206 ha.

### Industrie
Fin 2010, le secteur secondaire (industrie et construction) comptait quatre établissements, n’employant aucun salarié.

### Activités de service
Fin 2010, le secteur tertiaire (commerces, services) comptait quatre établissements (avec deux emplois salariés), auxquels s’ajoutent les trois établissements du secteur administratif (regroupé avec le secteur sanitaire et social et l’enseignement), salariant neuf personnes.
D'après l’Observatoire départemental du tourisme, la fonction touristique est importante pour la commune, avec entre un et cinq touristes accueillis par habitant, l’essentiel de la capacité d'hébergement étant non-marchande. Plusieurs structures d’hébergement à finalité touristique existent dans la commune, mais uniquement sous la forme de meublés.
Les résidences secondaires apportent un complément important à la capacité d’accueil : au nombre de 113, elles représentent presque la moitié des logements. Trois résidences secondaires possèdent plus d’un logement, et quatre sont des logements mobiles installés à l’année,.

## Lieux et monuments

### Architecture civile

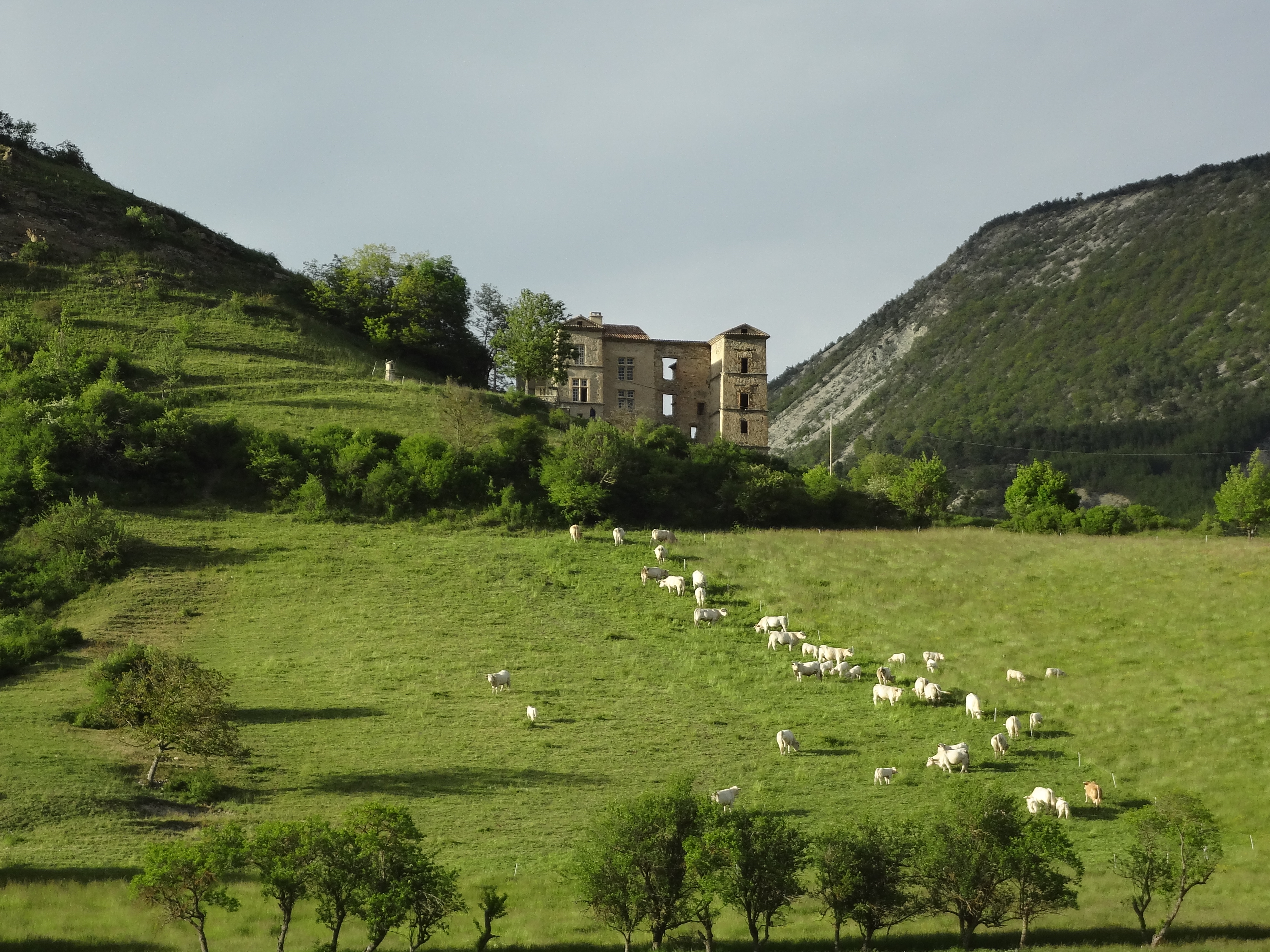
Château des Périers.
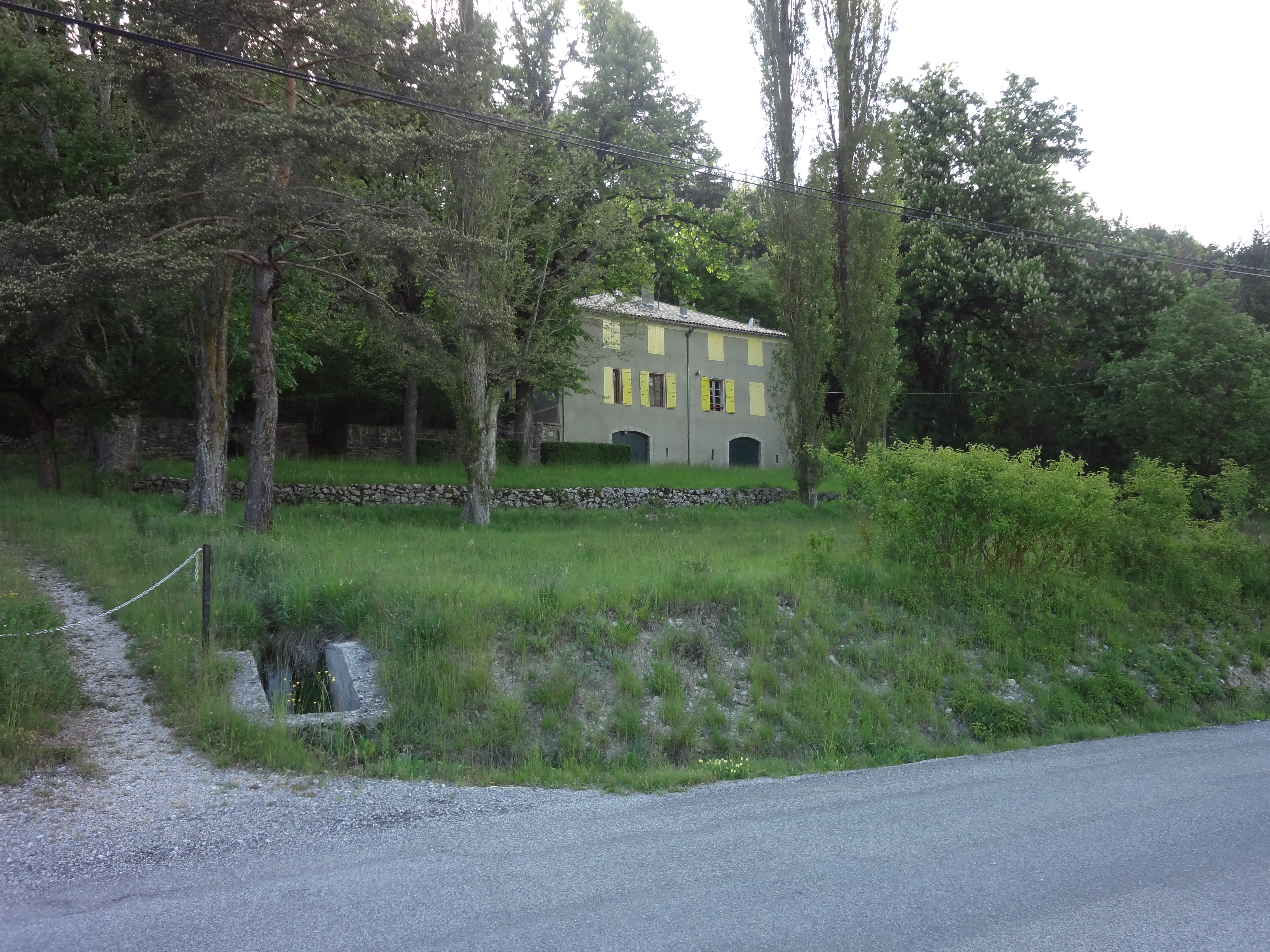
Château de Seisset.
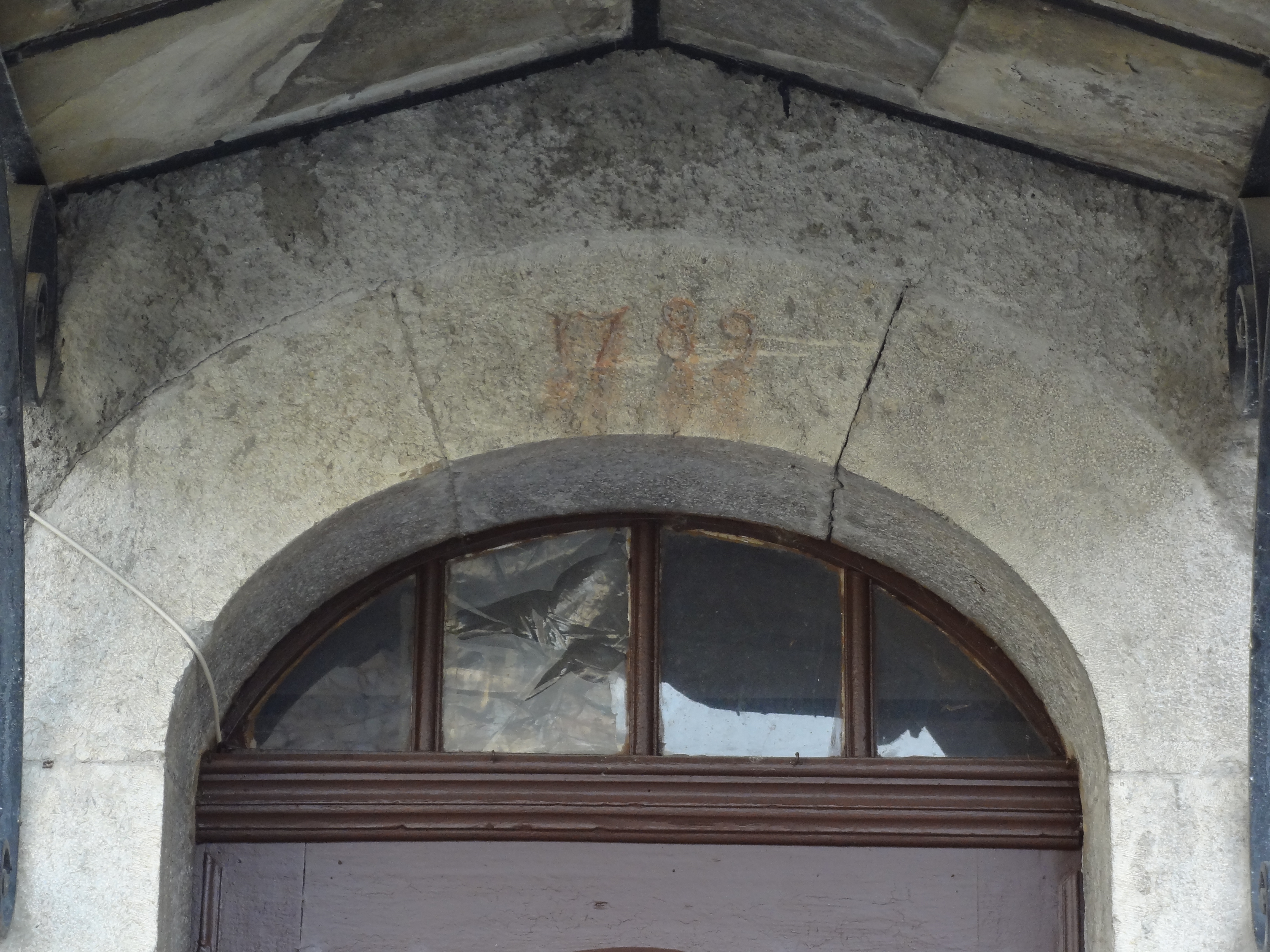
À Valaury, porte gravée 1789.
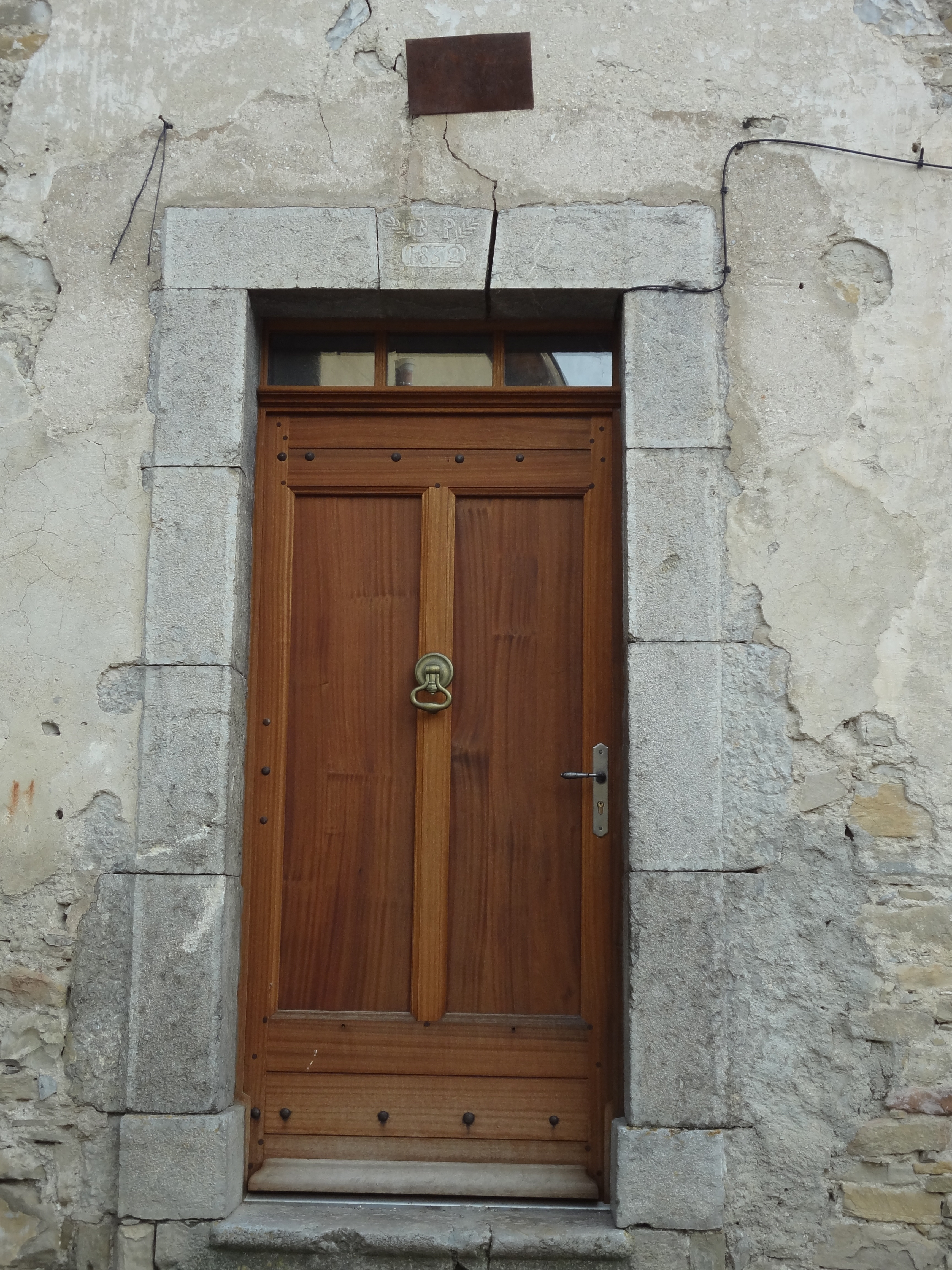
À Valaury, autre porte au linteau daté de 1832.

Le château des Périers, proche de la mairie, relève du style du XVIe mais peut avoir été construit dans le deuxième quart du XVIIe siècle. Carré, encadré de quatre tours d’angle également carrées, il est inscrit à l’inventaire des monuments historiques,. Aujourd'hui à moitié en ruines, ce château appartenait aux membres de la famille de Perier, seigneurs de Clumanc.
Au-dessous du château des Périer, le bâtiment dit « couvent ou tour de l’Annonciade », ou encore « tour de Boriane » est peut-être une maison campagnarde appartenant à un bourgeois aisé ou à un seigneur local : elle est construite en appareil régulier, est ornée d’une baie géminée et date de la fin du XIIe siècle ou du XIIIe siècle ; c’est un monument inscrit. Sur sa façade, un cadran solaire de 1879 gravé sur pierre a été restauré en 1988.
Au Riou, se trouve une ferme du XVIIe siècle, avec une cheminée en gypserie.
Le château de Seisset est situé au sud de la commune.

### Art religieux
- Chapelle Sainte-Agathe des Sauzeries-Basses.
- Chapelle Saint-Jean du Riou.
- Chapelle Saint-Victor de Valaury.
- Chapelle Saint-Paul de Clumanc.

#### Église Notre-Dame

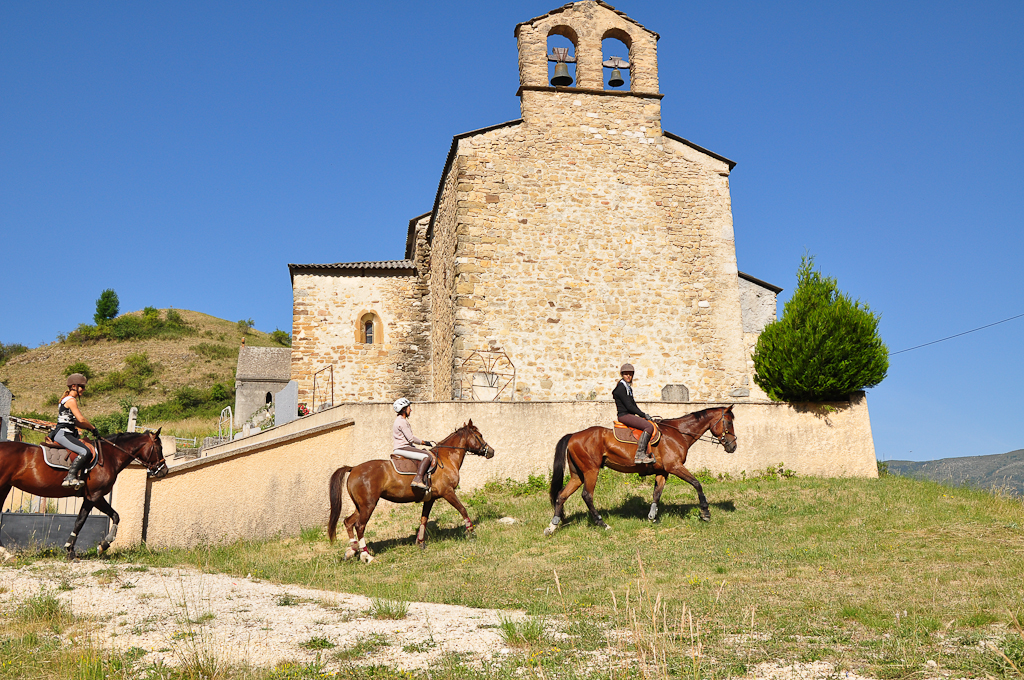
Église de Clumanc.

L’église paroissiale Notre-Dame (inscrite à l’inventaire des monuments historiques), est un ancien prieuré de l’abbaye Saint-Victor de Marseille fondé au XIe siècle, mais dont l’état actuel remonte au plus tôt au XIIIe, voire au XIVe siècle selon la DRAC. La première chapelle date du XVe ou du XVIe siècle, ce qui la rendrait contemporaine de la façade. La DRAC penche pour une construction des quatre chapelles au XVIIe siècle. Le clocher-mur est construit au-dessus du chevet. Des travaux de réparation ou de construction de chapelles latérales sont datés : 1677, 1675. D’autres travaux ont lieu au milieu du XIXe siècle. La toiture d’everite, qui remplace en 1975 les lauzes posées sur la voûte, a permis de conserver le bâtiment. Elle est inscrite aux monuments historiques.
Entre la nef et une chapelle nord, l’arcade est soutenue par des colonnes médiévales, données pour carolingiennes par Raymond Collier. Elles sont ornées, sur plusieurs registres, d’entrelacs, de colonnettes torsadées, d’étoiles et de rosaces, classées,.
Dans son mobilier, se trouvent :
- un tableau de la Vierge, encadrée de saint Augustin et saint Martin, peint en 1609 par François Mimault (1580-1652)[80], classé[81],[82] ;
- une Nativité, avec saint Luc et saint Marc, datée de 1636, classée au titre objet[83] ;
- une statue-reliquaire de saint Marc, en bois doré, classée[84] ;
- la clôture de la chapelle, en bois, est ornée de pampres, mais en mauvais état[85],[86] ; l’autel du XVIIe siècle, classé, a disparu[87].

À côté de l’église Notre-Dame, la croix en fonte est signalée pour son décor végétal.

#### Autres églises et chapelles

Chapelles de Clumanc.
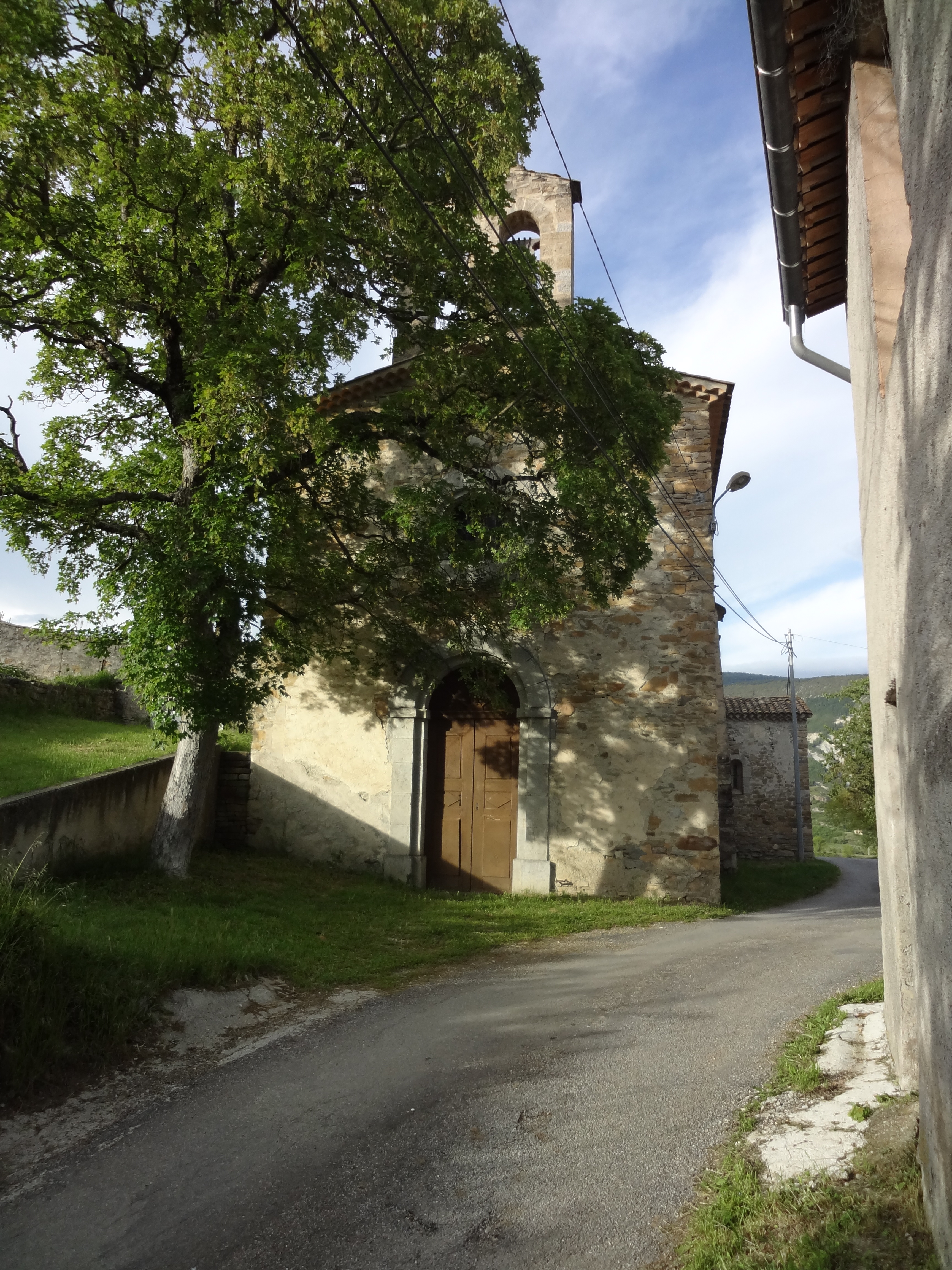
Prieuré Saint-Honorat.
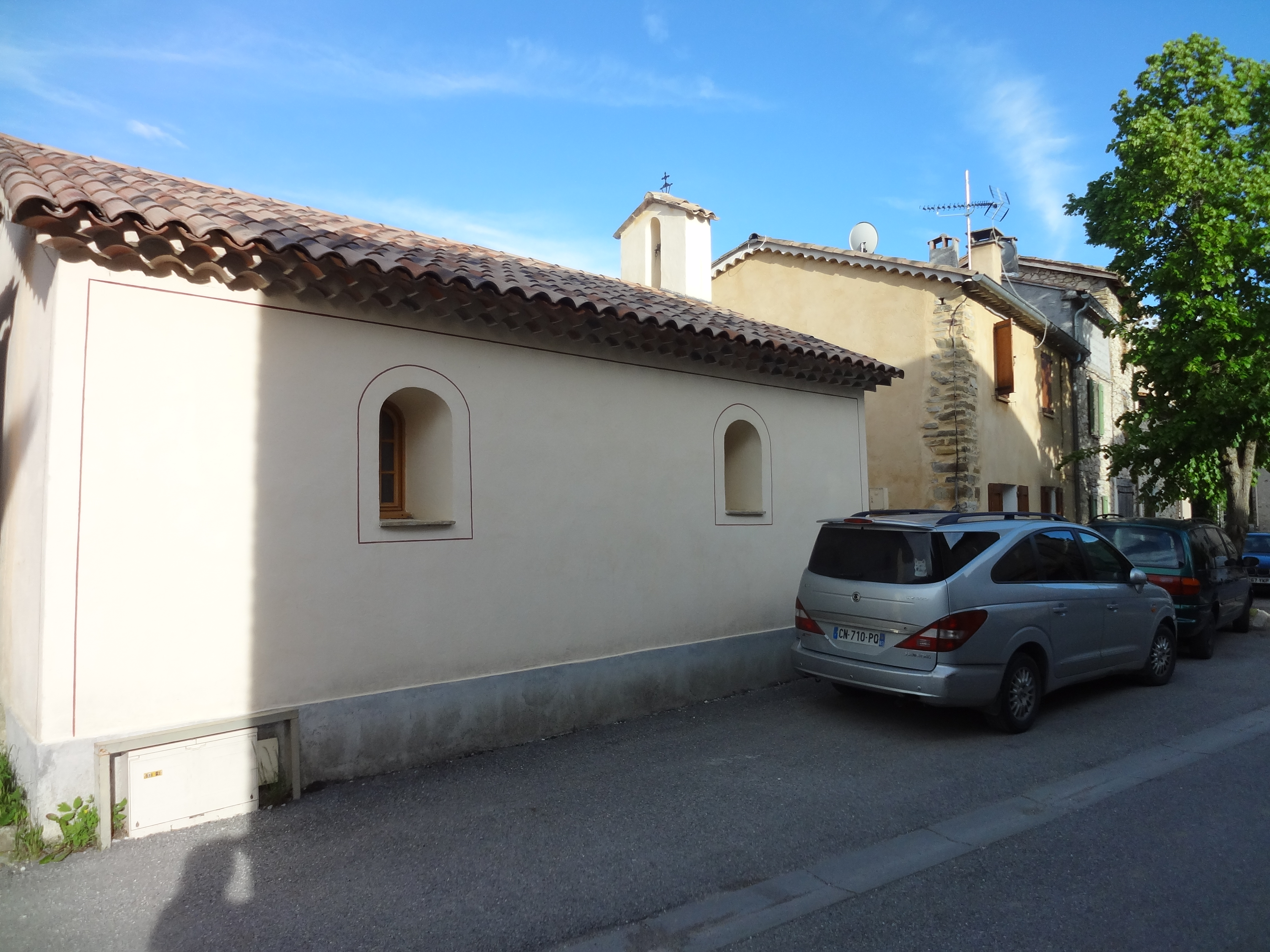
Chapelle de Valaury.
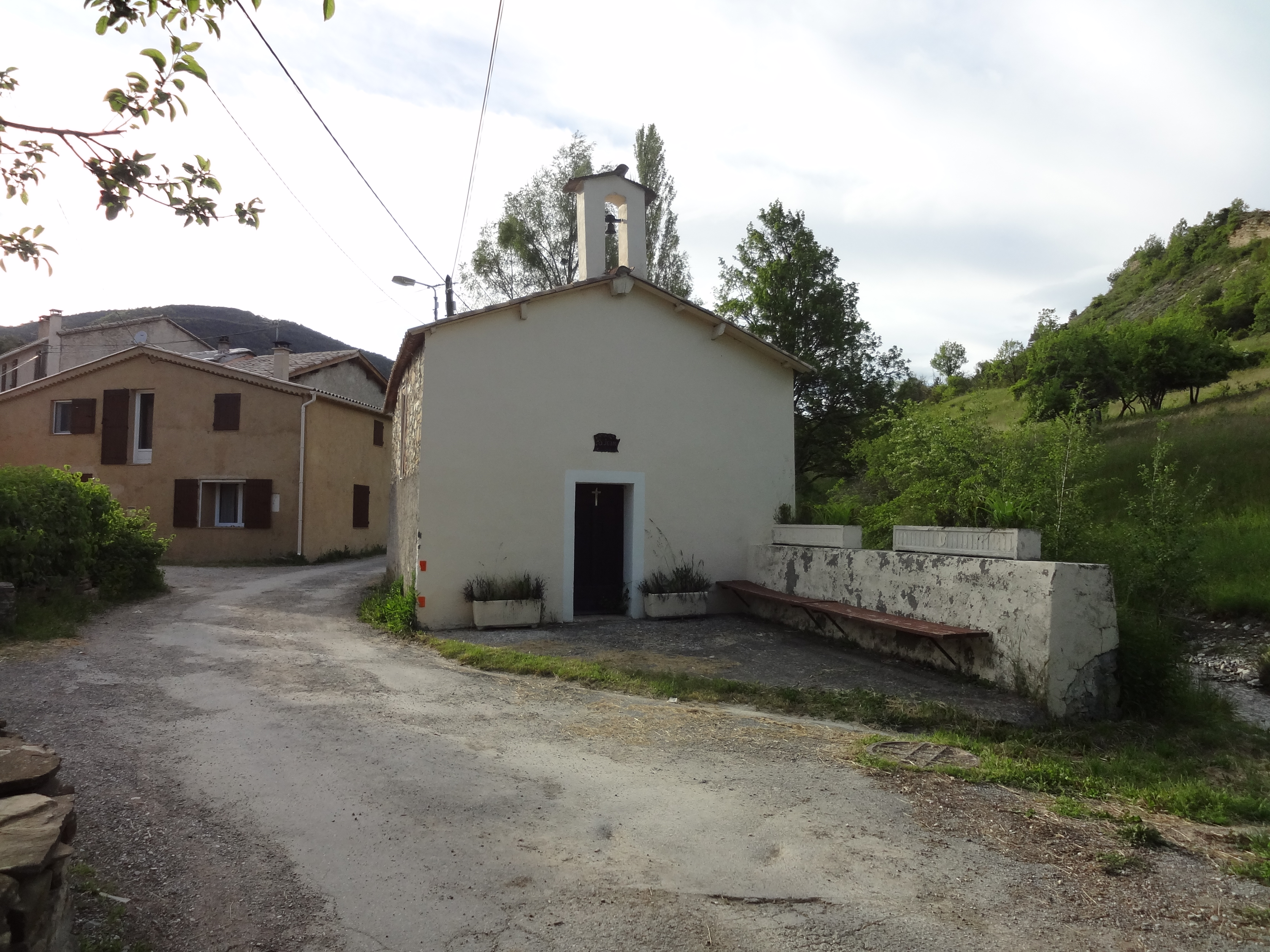
Chapelle Saint-Jean, au hameau du Riou.

L’église Saint-Honorat est fondée au XIe siècle, et son état actuel date de 1645 (selon Raymond Collier), ou du XIIIe siècle au plus tôt (selon la DRAC) : c’est alors un prieuré de l’abbaye de Lérins, construit selon les principes de l’architecture romane. Sa nef comprend cinq travées. Deux chapelles latérales, dans la dernière travée, forme transept. Le chevet est plat, l’abside voûtée en berceau. Elle est restaurée entre 1750 et 1779, sa nef allongée en 1862, restaurée en 1969 et sa couverture a été refaite en 1987,. Les cloches sont logées dans un clocher mur, situé au-dessus du portail.
Son mobilier comprend :
- un tableau représentant saint Sébastien, daté du XVIIe siècle et classé[91] ;
- une donation du Rosaire, classée, de 1645[92].

Du fait des nombreux hameaux, la commune compte de nombreuses chapelles : 
- deux chapelles à Douroulles, dont la chapelle Saint-Paul datant du XVIIIe, orientée au nord et dépendant autrefois de la paroisse de Lambruisse[93],[22] ;
- deux à Valaury[22],
- deux aux Sauzeries, dont la chapelle Sainte-Agathe[94], datant du XVIIe siècle, étroite et rustique[95],[22] ;
- deux au Riou, dont la chapelle Saint-Jean-Baptiste, qui est une chapelle déplacée entre 1837 et 1840, le précédent édifice voisinant de trop près avec le torrent[96],[22] ;
- une à Bourgogne[22],
- et une à Gion[22].

## Personnalités liées à la commune
- Jean Taxis décédé à Clumanc en 1714.